# Puńki (rejon brasławski)
Puńki – dawna wieś. Tereny na których była położona, leżą obecnie na Białorusi, w obwodzie witebskim, w rejonie brasławskim, w sielsowiecie Druja.

## Historia
W czasach zaborów w granicach Imperium Rosyjskiego.
W latach 1921–1945 wieś leżała w Polsce, w województwie nowogródzkim (od 1926 w województwie wileńskim), w powiecie brasławskim, w gminie Słobódka.
Według Powszechnego Spisu Ludności z 1921 roku zamieszkiwało tu 35 osób, wszystkie były wyznania rzymskokatolickiego i zadeklarowały polską przynależność narodową. Było tu 6 budynków mieszkalnych. W 1931 w 5 domach zamieszkiwało 21 osób. 
Wierni należeli do parafii rzymskokatolickiej w Słobódce. Miejscowość podlegała pod Sąd Grodzki w Brasławiu i Okręgowy w Wilnie; właściwy urząd pocztowy mieścił się w Drujsku.